# 바바라 핌

바바라 핌(Barbara Mary Crampton Pym FRSL, 1913년 6월 2일 – 1980년 1월 11일)은 영국의 소설가이다. 1950년대에 그녀는 일련의 사교 코미디를 발표했는데, 그 중 가장 잘 알려진 것은 < 탁월한 여성 >(1952)과 축복의 잔 (1958)이다. 1977년 비평가 데이비드 세실 경과 시인 필립 라킨이 모두 그녀를 세기의 가장 과소 평가된 작가로 지명하면서 그녀의 경력이 되살아났다. 그녀의 소설 가을 사중주 (1977)는 그해 부커상 후보에 올랐고 왕립 문학 학회 회원으로 선출되었다.
핌은 자신의 경험을 바탕으로 남성에 대한 여성의 짝사랑을 포함하여 여성과 남성 관계의 여러 측면을 면밀히 조사한다. 핌은 또한 A Glass of Blessings에서 가장 두드러지게 동성애자 캐릭터에 대해 동정적으로 글을 쓴 최초의 인기 소설가 중 한 사람이다. 그녀는 교회 기능을 통해 본 교회의 공동체와 인물의 계층을 묘사했다. 대화는 종종 매우 아이러니하다.
보다 최근에 비평가들은 핌의 소설이 묘사하는 인류학과의 진지한 관계에 주목했다. 예를 들어 겉보기에 순진한 화자인 Mildred Lathbury( Excellent Women )는 실제로 혈연 도표에 초점을 맞춘 학습된 사회의 구조적 기능주의에 대한 반응을 나타내는 일종의 참가자-관찰자 형태에 관여한다. 팀 왓슨(Tim Watson)은 그녀의 소설이 보여 주는 아늑해 보이는 세계의 사회적 변화에 대한 핌의 예리한 인식을 정적인 사회 구조에 대한 기능주의의 강조에 대한 비판과 연결한다.
핌의 소설은 상호텍스트성으로 유명하다. 핌의 모든 소설에는 중세 시에서 John Keats, Frances Greville 을 포함한 훨씬 더 최근의 작품에 이르기까지 영시와 문학에 대한 빈번한 언급이 포함되어 있다.
또한 핌의 소설은 한 작품의 캐릭터가 다른 작품으로 넘어갈 수 있는 공유 세계의 기능을 한다. 일반적으로 재등장은 짧은 카메오나 다른 캐릭터의 언급의 형태로 이루어진다.